# HIP 12961 b
HIP 12961 b es un planeta extrasolar que orbita la estrella de tipo M de la secuencia principal HIP 12961, localizado aproximadamente a 78 años luz, en la constelación de Eridanus.Este planeta tiene al menos la mitad de la masa de Júpiter y tarda 57 días en completar su periodo orbital, con un semieje mayor de 0,25 UA. Sin embargo, a diferencia de la mayoría de los exoplanetas conocidos, su excentricidad no se conoce, pero es habitual que se desconozca su inclinación. Este planeta fue detectado por HARPS el 19 de octubre de 2009, junto con otros 29 planetas. El astrónomo Wladimir Lyra (2009) ha propuesto Eachus como el nombre común posible para HIP 12961 b.